# 악마의 시

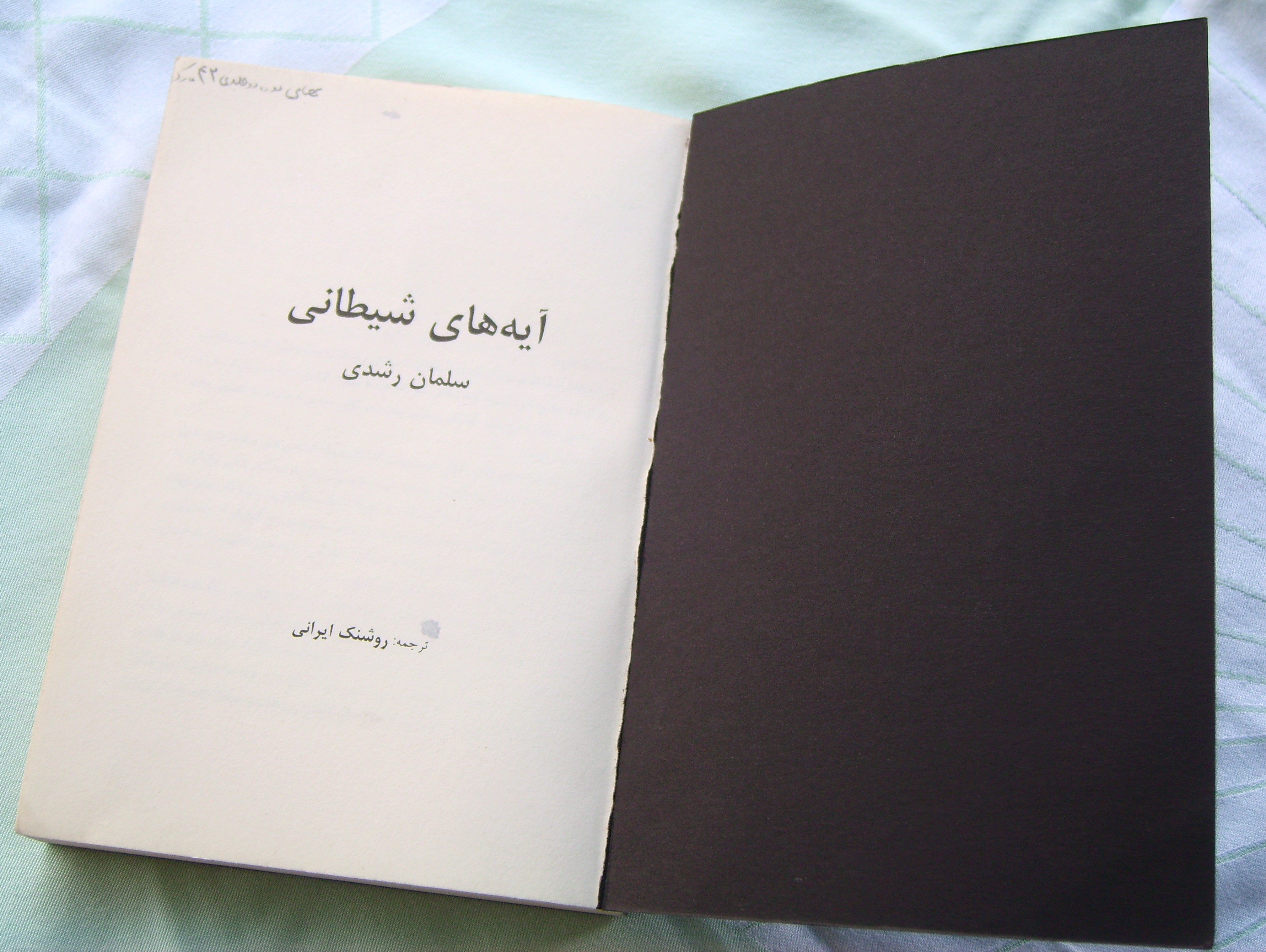

《악마의 시》(영어: The Satanic Verses)는 1988년 9월 26일 영국에서 출판된 살만 루슈디의 소설이다. 무함마드의 생애를 소재로 다룬 이 소설은 이슬람권에서 논란을 불러 일으키기도 했다. 대한민국에서는 연세대 교수인 김진준에 의해 번역(《악마의 시》(상·하), 문학세계사, 2001년)되었다.

## 내용
소설은 한 주인공의 꿈 속에서 여러 이야기가 진행되는 액자식 구성으로 이루어져 있으며 현실과 꿈이 잘 구분되지 않는 마술적 사실주의가 특징이다. 두 주인공인 지브릴 파리슈타(Gibreel Farishta)와 살라딘 참차(Saladin Chamcha)는 둘 다 인도의 무슬림 출신으로, 지브릴은 힌두교의 신들을 연기하는 발리우드 스타이고 살라딘은 자신의 인도계 정체성을 부정하고 영국에서 성우로 살고 있다.
이야기는 둘이 탄 영국행 비행기가 테러범에 의해 상공에서 폭발하며 시작된다. 영국의 해안에 떨어진 둘은 기적적으로 살아남았는데 지브릴은 대천사 가브리엘(지브릴)과 같이 변하고 참차는 악마와 같이 변한다. 살라딘은 불법 이민자로 오해받고 경찰에게 체포되어 수난을 당한다.
사고 이후 둘은 영국에서 원래의 삶으로 돌아가려 애쓰나 어려움을 겪는다. 지브릴은 산악가 연인 알리 콘을 찾지만 환영을 보며 정신질환에 시달리고, 살라딘은 복수심에 파리슈타의 편집증을 돋구어 둘의 사이를 이간질한다. 지브릴은 이후 참차의 의도를 깨닫고 그를 죽이기로 결심하지만 나중에 살라딘을 화재 속에서 구해주며 용서한다.
결국 둘 모두 인도 봄베이로 돌아가게 되는데, 지브릴은 다시 질투망상에 휩싸여 알리를 건물에서 떨어뜨려 죽이고 본인도 자살하며, 한편 지브릴은 죽어가는 그의 아버지와 재회하여 끝내 화해하고 자신의 정체성을 받아들여 인도에 남는다.

### 환영
이야기 속에는 지브릴이 환영 속에서 본 마법적인 이야기들이 더 포함되어 있다.
한 일련의 꿈에서 그는 다신교를 믿는 사막 도시 "자힐리아"에서 종교를 창시하는 예언자 "마하운드"가 되는데, 이는 무함마드의 삶을 표현한 것으로 생각된다. 이 부분은 쿠란에 관해 전해지는 악마의 구절이라는 이야기를 바탕으로 하는데, 이는 무함마드가 전도 중 아라비아 다신교의 세 여신을 중보기도를 받을 신성으로서 선포했다가 나중에 그 말이 사탄이 자신에 혀에 불어넣은 거짓 구절이라고 하면서 취소했다는 기록이다. 자힐리아에는 마하운드에 대적하는 주요한 이교도 둘이 있는데 하나는 도시를 지배하는 여사제 힌드이고 하나는 인기있는 음유시인 바알이다. 다른 꿈에서 이 이야기는 25년 후로 이어진다. 마하운드가 변했다고 의심하여 그를 배신한 과거의 제자 살만이 바알에게 마하운드가 큰 세력을 이루어 돌아오고 있음을 알려준다. 돌아온 마하운드는 다신교를 탄압하고, 바알은 매춘굴로 숨어 마하운드의 아내들의 이름을 붙인 창녀들과 결혼하여 함께 살다가 처형당한다. 바알이 처형되고 얼마 뒤 마하운드는 병에 걸려 죽어가기 시작하며 그 병이 자신의 복수라고 말하는 이교 여신 알라트의 환영을 본다.
다른 꿈에서 그는 대천사 지브릴이 되어 추방당한 광신적 종교 지도자 "이맘"을 만난다. 그는 이맘의 요청을 받아 그의 나라에 군림하던 이교도 여신 알라트를 죽이고, 나라를 되찾은 이맘은 절대 통치자가 된다. 이는 이란의 호메이니의 삶을 표현한 것으로 여겨진다.
다른 꿈은 인도의 한 마을에 사는 남자의 시각에서 진행된다. 그는 길에서 고아 소녀를 보고 집에 데려와 입양하는데 그 이름이 아이샤이다. 간질 발작이 있는 아이샤는 대천사 지브릴의 계시를 본다고 주장하며 마을 사람들을 이끌고 메카로 도보 순례를 떠난다. 아라비아 해에 도달한 순례자들은 바다를 가로지를 수 있다고 믿으며 바다로 들어가 사라진다. 이들이 모두 물에 빠져 죽었다는 묘사와 바다 속에 길이 열린다는 묘사가 불길하게 상충한다.

## 이슬람 모독 논란
이슬람 법학자의 타바리에 의하면, 예언자 무함마드는 일찍이 메카의 다신교의 신을 인정하는 장귀를 읽어 내렸다고 하는 내용의 일이 기록되고 있다. 후에 무함마드는, 그 장귀를 신의 예언에 의하는 것은 아니고 악마에 의하는 것이라고 했다. 이것이 이 책 원제의 의미이다. 그 밖에도 이슬람교에 대한 야유로 해석될 소지가 있어 이슬람교에 대한 도발로 받아들여졌다.

### 파트와 및 그 이후
1989년 2월 14일 이란의 이슬람교 지도자 루홀라 호메이니가 궐석 재판에서 저자인 루슈디와 책 발행에 관련된 사람 등에게 사형을 선고했고 루슈디는 영국 경찰에 의해 엄중하게 보호되었다. 사형 선고는 이슬람법의 해석인 파트와(fatwa)로써 선고되었다. 15일에는 이란의 한 재단에서 파트와의 실행자에 대한 고액의 현상금이 제시되었다. 동년 6월 3일에 호메이니가 심장 발작으로 사망하였으나 파트와의 철회는 이루어지지 않았다. 파트와는 이를 발한 본인 이외는 철회할 수 없기 때문에 이후에 철회할 수 없게 된 것이다.
1991년 7월 12일 일본어 번역을 출판한 이가라시 히토시(쓰쿠바 대학 조교수)가 자신이 근무하던 건물 엘리베이터 홀에서 흉기에 찔려 살해당한 채로 발견되었다. 이탈리아와 노르웨이에서도 번역자가 누군가에게 습격당하고 중상을 입는 사건이 일어났다. 1993년 튀르키예어 번역자인 아지즈 네신(Aziz Nesin)이 알라위파 축제에 참여하기 위해 묵던 시바스의 한 호텔에 이슬람주의자 군중이 모여들어 불을 질렀고, 이 화재로 37명이 사망했다.
1998년 이란 정부는 파트와를 철회할 수 없지만 향후 일절 관여하지 않고 현상금도 주지 않겠다는 입장을 표명했다. 2012년 9월 16일 이란의 강경파 종교재단이 루슈디의 처형을 실행하는 이에게 지급할 현상금을 50만 달러 증액하였다.
2022년 8월 12일 뉴욕주 북서부에서 열린 이벤트에 참여한 루슈디가 강연 직전 단상에 올라온 한 남자에게 습격당하여 크게 다쳤다.

## 같이 보기
- 표현의 자유
- 윌란스 포스텐 무함마드 만평 논란